# Миколаївський інститут права Національного університету «Одеська юридична академія»
Миколаївський інститут права Національного університету «Одеська юридична академія» (МІП НУ «ОЮА») є структурним підрозділом університету, утвореним як навчальний центр Одеської державної юридичної академії 1998 року на базі Миколаївського вечірнього правового коледжу.

## Історія
Миколаївський вечірній правовий коледж було засновано 1 жовтня 1993 року на підставі рішення сесії Миколаївської обласної Ради народних депутатів.
1998 року на базі Миколаївського вечірнього правового коледжу наказом Міністерства освіти і науки України було створено Миколаївський навчальний центр Одеської державної юридичної академії.
У серпні 2000 року наказом Міністерства освіти і науки України було створено Миколаївський комплекс Одеської національної юридичної академії на базі Миколаївського навчального центру ОНЮА та ліквідованого ПТУ № 8.
2010 року Одеську національну юридичну академію реорганізовано у Національний університет «Одеська юридична академія», у зв'язку з чим Миколаївський комплекс ОНЮА перейменовано в Миколаївський комплекс Національного університету «Одеська юридична академія».
14 лютого 2013 року відокремлений структурний підрозділ (ВСП) «Миколаївський комплекс Національного університету „Одеська юридична академія“» реорганізовано в ВСП «Миколаївський інститут права НУ „ОЮА“».
27 листопада 2014 року ВСП «Миколаївський інститут права НУ „ОЮА“» було ліквідовано та створено Миколаївський інститут права НУ «ОЮА» без виокремлення.
2016 року Інститут здійснив перший набір слухачів до магістратури.

## Матеріально-технічне забезпечення
- адміністративний корпус;
- навчальний корпус;
- студентське кафе;
- спортзал;
- гуртожиток;
- бібліотека (читальний зал);
- 2 комп'ютерні класи;
- криміналістична лабораторія;
- зала судового засідання;
- лінгафонні кабінети.

Миколаївський інститут права користується комплексом компактно розташованих будівель, що є власністю Національного університету «Одеська юридична академія». У їх складі п'ятиповерховий навчальний та триповерховий навчально-адміністративний корпуси, їдальня, спортивний зал та п'ятиповерховий гуртожиток. Всі споруди капітально відремонтовані, відповідають санітарно-гігієнічним та інженерно-технічним нормативам.
Загальна навчальна площа становить 3352 кв. м. У розпорядженні МкНУ «ОЮА» 22 аудиторії для проведення лекційних та семінарських і практичних занять, що цілком відповідає реальним потребам навчального закладу для організації повноцінного навчального процесу, як для студентів денної, так і заочної форм навчання. Всі аудиторії обладнані сучасними навчальними меблями, у лекційних аудиторіях встановлено звукопідсилювачу апаратуру.
У навчальному корпусі розташовані 2 комп'ютерних класи на 28 місць та 2 лінгафонних кабінети на 34 місця; навчально-методичний кабінет та організаційно-методичні кабінети відділень денного і заочного навчання; бібліотека з книгосховищем та читальним залом на 72 місця.
Для проведення практичних занять з дисциплін «Судова фотографія» та «Криміналістика» в МІП НУ «ОЮА» створена лабораторія, де студенти мають змогу самостійно працювати.
Заняття з фізичного виховання та тренування спортивних секцій проводяться у спортивному залі загальною площею 800 кв.м. Постійно діє також тренажерний зал з комплектом спортивних тренажерів, закуплено необхідну кількість спортивного інвентарю та обладнання, яке постійно оновлюється. У весняно-осінні періоди в разі потреби для проведення занять та спортивних змагань використовуються територія та спортивні споруди міського стадіону «Суднобудівник», що розташований у безпосередній близькості від МІП НУ «ОЮА».
Матеріальна база навчального закладу дозволяє задовольняти соціально-побутові потреби студентів. Постійно працює студентське кафе з залом на 100 посадкових місць, оснащена всім необхідним обладнанням для приготування їжі та якісного обслуговування студентів. Безпосередньо в навчальному корпусі працює буфет.
У розпорядженні студентів комфортабельний гуртожиток на 300 місць з блоковим розташуванням житлових кімнат, з електричними плитами, водопостачанням гарячої води, умебльований необхідними меблями та устаткуванням. Потреба в гуртожитку іногородніх студентів задовольняється майже на 100 %. При гуртожитку працює медичний пункт. Обладнаний актовий зал на 100 місць, де проводяться культурно-масові заходи та працюють самодіяльні колективи. Не кожен навчальний заклад має готельні кімнати, де живуть вчені з академії.
Прилегла територія, що являє собою замкнений двір, упорядкована, асфальтована, з фонтаном та зеленими насадженнями. Комплекс розташований в одному з найбільш екологічно чистих місць м. Миколаєва. До МІП НУ «ОЮА» можна зручно дістатися міським транспортом, зупинки якого «Юридична академія» знаходяться поруч з навчальним закладом.
Випускник отримує диплом про закінчену вищу освіту, що дає йому можливість продовжити навчання в магістратурі або на програмі післядипломної освіти.

## Структурні підрозділи
МІП НУ ОЮА налічує:
- кафедру загальнотеоретичної, конституційної та цивілістичної юриспруденції. Станом на вересень 2017 року до штату кафедри входили: 5 кандидатів юридичних наук (з них 4 доценти), 3 старших викладачі та 2 викладачі[7]. У березні 2008 року було створено кафедру цивільно-правових дисциплін. 16 червня 2016 року її було перейменовано на кафедру загальнотеоретичної, конституційної та цивілістичної юриспруденції[8]. З часу утворення по жовтень 2011 року кафедру очолювала кандидат юридичних наук, доцент Л. В. Ємельянова, а з жовтня 2011 року по липень 2017 року — кандидат юридичних наук, доцент І. Г. Оборотов. З липня 2017 р. в. о. завідувача кафедри кандидат юридичних наук О. В. Каплій. Науково-педагогічним складом кафедри у 2010—2015 роках проводилися наукові дослідження за темою «Духовні засади сталого розвитку української державності і права» (керівник — к.ю.н., доцент І. Г. Оборотов). На 2016—2020 роки затверджено нову тему досліджень кафедри «Традиційні цінності та європейські перспективи України: правовий та культурний вимір» (керівник — к.ю.н., доцент О. В. Каплій)[9].
- кафедру кримінального права та інших кримінально-правових дисциплін. Станом на вересень 2017 року до штату кафедри входили: 1 доктор юридичних наук, професор, 1 кандидат юридичних наук, професор, 4 кандидати юридичних наук (з них 2 доценти, старший викладач і викладач), 1 старший викладач та 1 викладач. У березні 2008 року було створено кафедру кримінально-правових дисциплін на базі кафедри правових дисциплін, завідувачем якої з 2005 року був д.ю.н., професор О. В. Козаченко. З 2008 року він очолює реорганізовану кафедру[10].
- кафедру гуманітарних дисциплін. Станом на вересень 2017 року до штату кафедри входили: 5 кандидатів наук (2 — історичних, 1 — технічних, 1 — економічних, 1 — філологічних), доцентів, 1 майстер спорту міжнародного класу, старший викладач, 3 старших викладачі та 1 викладач. Кафедра існує з 2003 року. Завідувачем є к.і.н., доцент В. В. Щукін[11].
- юридичну клініку
- бібліотеку[12]
- центр культури «Феміда»

## Форми навчання
- денна;
- заочна.

## Типи освітньо-кваліфікаційних рівнів
- бакалавр;
- магістр;
- аспірант.

## Перелік факультетів
- правознавство;
- правоохоронна діяльність.

## Довузівська підготовка
Довузівська підготовка здійснюється за предметами:
- основи правознавства (4 місяці);
- українська мова (1 місяць 10 днів).

## Перелік документів для вступу довищого навчального закладу
- заява на ім'я ректора, в якій зазначається обраний напрям підготовки або спеціальність та форма навчання;
- атестат і додаток до нього (або копії, завірені нотаріусом);
- сертифікат(и) Українського центру оцінювання якості освіти зовнішнє незалежне оцінювання (ЗНО);
- копія паспорта;
- копія довідки про присвоєння ідентифікаційного коду;
- 6 однакових кольорових фотокарток розміром 3x4 см;
- для юнаків: військовий квиток (приписне свідоцтво);
- медична довідка за формою 086/о;
- документи, які дають право на пільги (якщо такі є).